# Гамма Девы
Поррима, Гамма Девы (лат. γ Virginis), 29 Девы (лат. 29 Virginis) — кратная звезда в созвездии Девы на расстоянии приблизительно 40 световых лет (около 12,1 парсек) от Солнца. Возраст звезды определён как около 1,46 млрд лет.

## Характеристики
Первый компонент (HD 110379) — жёлто-белая звезда спектрального класса F0V, или F0, или F1V, или F1-F2V, или F2V. Визуальная звёздная величина звезды — +2,74m. Масса — около 1,405 солнечной, радиус — около 1,695 солнечного, светимость — около 4,47 солнечных. Эффективная температура — около 7147 K.
Второй компонент — коричневый карлик. Масса — около 54,41 юпитерианской. Удалён в среднем на 1,672 а.е..
Третий компонент (HD 110380) — жёлто-белая звезда спектрального класса F0, или F0mF2V. Визуальная звёздная величина звезды — +3,53m. Масса — около 1,37 солнечной, радиус — около 1,95 солнечного, светимость — около 3,65 солнечной. Эффективная температура — около 7090 K. Орбитальный период — около 169 лет. Удалён на 3,2 угловой секунды.
Четвёртый компонент (UCAC3 178-123682) — жёлтый карлик спектрального класса G. Визуальная звёздная величина звезды — +15,1m. Радиус — около 0,97 солнечного, светимость — около 0,669 солнечной. Эффективная температура — около 5441 K. Удалён на 99,4 угловой секунды.
Пятый компонент (UCAC2 31338482). Визуальная звёздная величина звезды — +12,26m. Удалён от первого компонента на 177,6 угловой секунды, от второго компонента на 177,8 угловой секунды.
Шестой компонент (WDS J12417-0127E). Визуальная звёздная величина звезды — +8,94m. Удалён от первого компонента на 260,4 угловой секунды, от второго компонента на 260 угловых секунд.
Седьмой компонент (WDS J12417-0127F). Визуальная звёздная величина звезды — +9,53m. Удалён от первого компонента на 422,3 угловой секунды, от второго компонента на 422 угловых секунды.

## Описание
Гамма Девы имеет несколько исторических названий:
- Поррима от латинского имени спутницы богини пророчеств Карменты[30]. Также к Порриме относились имена Антеворты и Постворты[31].
- Арих — это название приведено в атласе Антонина Бечвара, однако неизвестно, что оно обозначает[32].

Поррима — двойная звезда, до 1990 года она была легко разрешима даже в любительский телескоп, но в настоящее время составляющие её звезды подошли слишком близко друг к другу и разрешимы только в относительно большие телескопы. Компоненты системы — почти идентичные близнецы: это желто-белые звезды спектрального класса F с температурами поверхности приблизительно 7000 K, значительно более горячие, чем Солнце. Они вращаются вокруг друг друга на относительно небольшом расстоянии — 40 а.е., что сравнимо с расстоянием между Солнцем и Плутоном, с периодом 170 лет, в результате чего наблюдатель может увидеть, как сильно меняется их относительное положение. Подобные наблюдения впервые проводились в XIX веке Гершелем и Струве. В настоящее время они находятся на расстоянии около 3 угловых секунд, самое большое сближение друг с другом происходило в 2007 году, и только в 2020 году компоненты разойдутся достаточно далеко, чтобы быть различимыми даже в относительно небольшие телескопы.
Обе звезды лежат на главной последовательности, то есть в их ядрах происходит термоядерная реакция синтеза гелия из водорода. Каждая из звёзд приблизительно в полтора раза тяжелее, чем Солнце, в результате они имеют более высокую температуру и яркость — приблизительно в четыре раза больше солнечной.
Поррима располагается близко к эклиптике, поэтому может покрываться Луной, и очень редко — планетами.